# Cryosophila nana
Cryosophila nana é uma espécie de angiospermas da família Arecaceae.
Apenas pode ser encontrada no México.
Está ameaçada por perda de habitat.